# Papaipema sullivani
Papaipema sullivani là một loài bướm đêm trong họ Noctuidae.